# Міра (оптика)

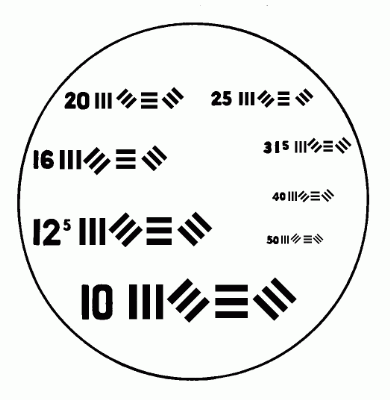
Проста міра

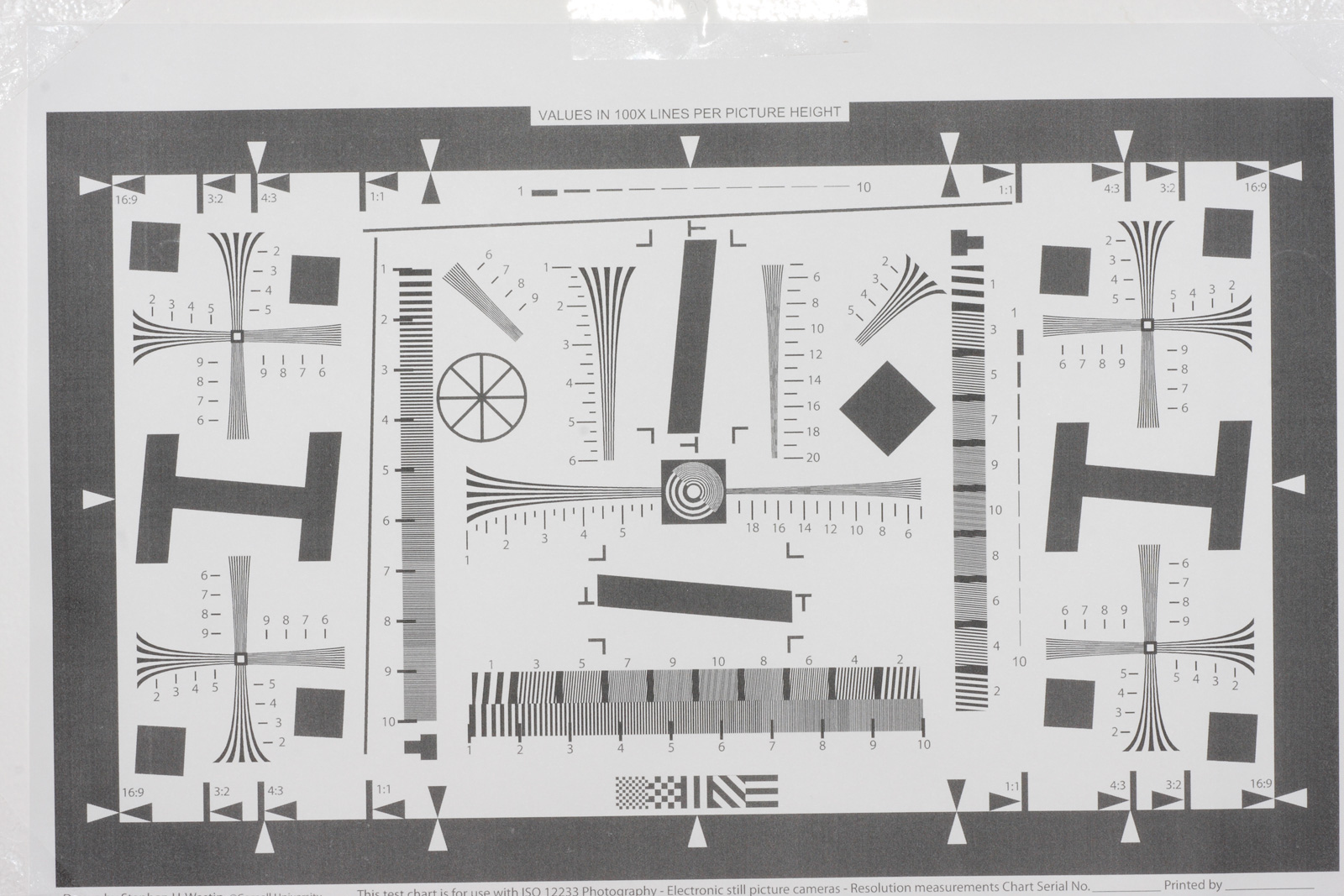
Міра за ISO 12233:2000 для вимірювання роздільної здатності для електронних фотоапаратів

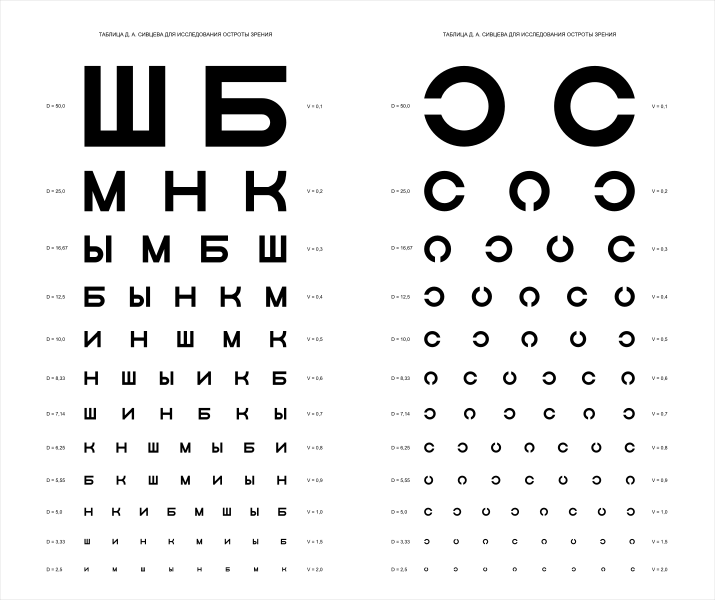
Таблиця Головіна-Сивцева - міра для дослідження гостроти зору людини

Мі́ра (фр. mire, від фр. mirer — розглядати на світло, прицілюватися) — випробувальна пластинка з нанесеним на неї стандартним малюнком у вигляді смуг, секторів тощо.
Міра призначена для кількісного визначення роздільності і функції передавання модуляції оптичних приладів (наприклад, об'єктивів) і світлочутливого елемента (світлочутливої матриці або плівки).
- Штрихова міра — малюнок, утворений чергуванням темних і світлих прямокутних смужок із закономірно змінною частотою.
- Радіальна міра — малюнок, утворений темними і світлими секторами кола.
- Кільцева міра — малюнок, утворений темними і світлими кільцями, на зразок мішені.
- Синусоїдальна міра — щільність зображення плавно змінюється за синусоїдальним законом.

Для зняття частотно-контрастних характеристик об'єктивів використовують штрихові міри. Формально точніші результати в цьому випадку виходять за використання синусоїдальних мір. Однак складність їх виготовлення привела до того, що застосовуються тільки міри з прямокутним профілем.
Для оцінення якості мікрорепродукційних систем застосовують міри з малюнком з набору двовимірних елементів, які моделюють друковані знаки.
За способом застосування міри відносно фотоматеріалу (при визначенні його роздільної здатності) розрізняють проєкційні й контактні.
За контрастом — розрізняють міри «абсолютного контрасту» (з відношенням яскравостей темних і світлих елементів не менше 1:100) і міри малого контрасту (зазвичай близько 1:1,6).
Роздільна здатність фотоматеріалів у довідниках наводиться, здебільшого, за результатами тестування зі штриховими мірами абсолютного контрасту.